# Кросс-Ривер
Кросс-Ривер (англ. Cross River) — штат в Нигерии. Название берёт начало от реки Кросс. Административный центр Кросс-Ривера — город Калабар.

## География
Штат Кросс-Ривер находится на крайнем юго-востоке Нигерии, на её границе с Камеруном (с востока). На север от штата Кросс-Ривер находится федеральный штат Бенуэ, на запад — штат Абия, на северо-запад — штат Эбоньи, на юго-западе — штат Аква-Ибом. С юга он омывается водами Атлантического океана.

## История
Этот федеральный штат был основан 27 мая 1967 года под названием «Юго-Восток» (Юго-Восточный штат). 3 февраля 1976 года он был переименован в Кросс-Ривер. Первым губернатором штата был Удуокаха Дж. Эзуэне (в 1967—1975). Нынешний губернатор — Лийель Имоке (с мая 2007).

## Административное деление
Административно штат делится на 18 ТМУ:
- Abi
- Akamkpa
- Akpabuyo
- Bakassi
- Bekwarra
- Biase
- Boki
- Calabar Municipal
- Calabar South
- Etung
- Ikom
- Obanliku
- Obubra
- Obudu
- Odukpani
- Ogoja
- Yakuur
- Yala

## Экономика
Основой экономики Кросс-Ривера является сельское хозяйство, подразделяющееся на государственный и частный секторы. Если в частных хозяйствах заняты преимущественно мелкие фермеры, то государственный сектор владеет крупными плантациями, где выращиваются рис, ямс, маниока, маис, бананы, какао, каучук, арахис и кокосовая пальма. Кроме этого, большую роль играют рыболовство и скотоводство — разведение овец, коз, свиней, а также домашней птицы, кроликов и т. п. Из полезных ископаемых на территории штата добывается известняк, титановая и оловянная руды.
В Калабаре находятся океанский порт и международный аэропорт.